# (31271) Nallino
(31271) Nallino est un astéroïde de la ceinture principale.

## Description
(31271) Nallino est un astéroïde de la ceinture principale. Il fut découvert le 25 mars 1998 à Bologne par l'observatoire San Vittore. Il présente une orbite caractérisée par un demi-grand axe de 3,14 UA, une excentricité de 0,10 et une inclinaison de 1,7° par rapport à l'écliptique.

## Compléments